# Feedback do gelo-albedo

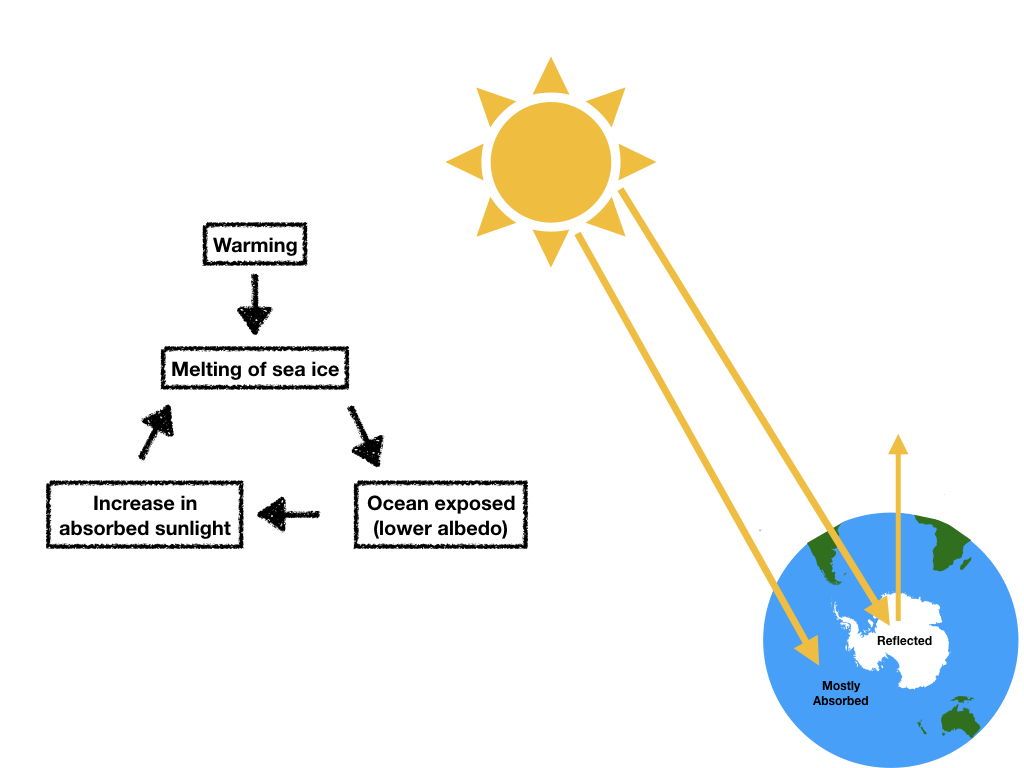
Diagrama da retroalimentação gelo-albedo. O gelo reflete mais luz de volta ao espaço, enquanto a terra e a água absorvem mais luz solar.

A retroalimentação gelo-albedo é um processo de retroalimentação climática no qual alterações na área de calotas polares, geleiras e gelo marinho modificam o albedo e a temperatura da superfície de um planeta. O gelo é altamente reflexivo, refletindo muito mais energia solar de volta ao espaço do que a água livre ou outras coberturas terrestres [en]. Esse fenômeno ocorre na Terra e pode ocorrer em exoplanetas.
Como as latitudes mais altas apresentam as temperaturas mais frias, são as mais propensas a ter neve perene, geleiras extensas e calotas polares, podendo até formar camadas de gelo. No entanto, se houver aquecimento, as temperaturas mais altas reduzem a área coberta por gelo, expondo mais água ou terra. Isso diminui o albedo, resultando em maior absorção de energia solar, o que intensifica o aquecimento e a perda de partes reflexivas da criosfera. Por outro lado, temperaturas mais frias aumentam a cobertura de gelo, elevando o albedo e promovendo maior resfriamento, o que facilita a formação de mais gelo.
Assim, a retroalimentação gelo-albedo desempenha um papel significativo nas mudanças climáticas globais. Ela foi crucial tanto para o início das condições de Terra bola de neve há cerca de 720 milhões de anos [en] quanto para seu término por volta de 630 milhões de anos atrás: a deglaciação [en] provavelmente envolveu um escurecimento gradual do albedo devido ao acúmulo de poeira. Em períodos geologicamente mais recentes, essa retroalimentação foi um fator central nos avanços e recuos das camadas de gelo durante o Pleistoceno (de ~2,6 milhões a ~10 mil anos atrás). Mais recentemente, o aumento das emissões de gases de efeito estufa causadas por humanos gerou diversos impactos globais, sendo o declínio do gelo marinho no Ártico um dos mais visíveis. À medida que a cobertura de gelo marinho diminui e reflete menos luz solar, o Ártico aquece até quatro vezes mais rápido que a média global. Globalmente, a perda de gelo no Ártico nas últimas décadas e o declínio mais recente do gelo marinho na Antártida geraram, entre 1992 e 2018, um impacto de aquecimento equivalente a 10% de todos os gases de efeito estufa emitidos no mesmo período.
A retroalimentação gelo-albedo está presente em alguns dos primeiros modelos climáticos, que simulam esses impactos observados há décadas. Assim, suas projeções de aquecimento futuro incluem perdas de gelo marinho, juntamente com outros fatores das mudanças climáticas. Estima-se que a perda persistente durante o verão ártico, quando o Sol brilha mais intensamente e a ausência de superfícies reflexivas tem maior impacto, produziria um aquecimento global de cerca de 0,19 ºC. Há também estimativas do impacto de aquecimento pela perda de geleiras montanhosas e das camadas de gelo na Groenlândia e na Antártida. Contudo, o aquecimento decorrente dessas perdas é geralmente menor que o do declínio do gelo marinho e levaria muito tempo para se manifestar completamente.

## Pesquisas iniciais
Na década de 1950, climatologistas pioneiros, como Syukuro Manabe, já tentavam descrever o papel da cobertura de gelo no balanço energético da Terra. Em 1969, Mikhail Ivanovich Budyko, da URSS, e William D. Sellers [en], dos Estados Unidos, publicaram artigos apresentando alguns dos primeiros modelos climáticos de balanço energético, demonstrando que a reflectividade do gelo tinha um impacto substancial no clima da Terra e que mudanças na cobertura de neve e gelo em qualquer direção poderiam atuar como uma retroalimentação poderosa.
Esse processo foi logo reconhecido como parte crucial da modelagem climática em uma revisão de 1974, e, em 1975, o modelo de circulação geral usado por Manabe e Richard T. Wetherald para descrever os efeitos da duplicação da concentração de CO2 na atmosfera — uma medida chave de sensibilidade climática — já incorporava o que foi descrito como "retroalimentação da cobertura de neve". A retroalimentação gelo-albedo continua sendo incluída em modelos subsequentes. Cálculos dessa retroalimentação também são aplicados a estudos de paleoclima, como os do período Pleistoceno (de ~2,6 milhões a ~10 mil anos atrás).

## Papel atual

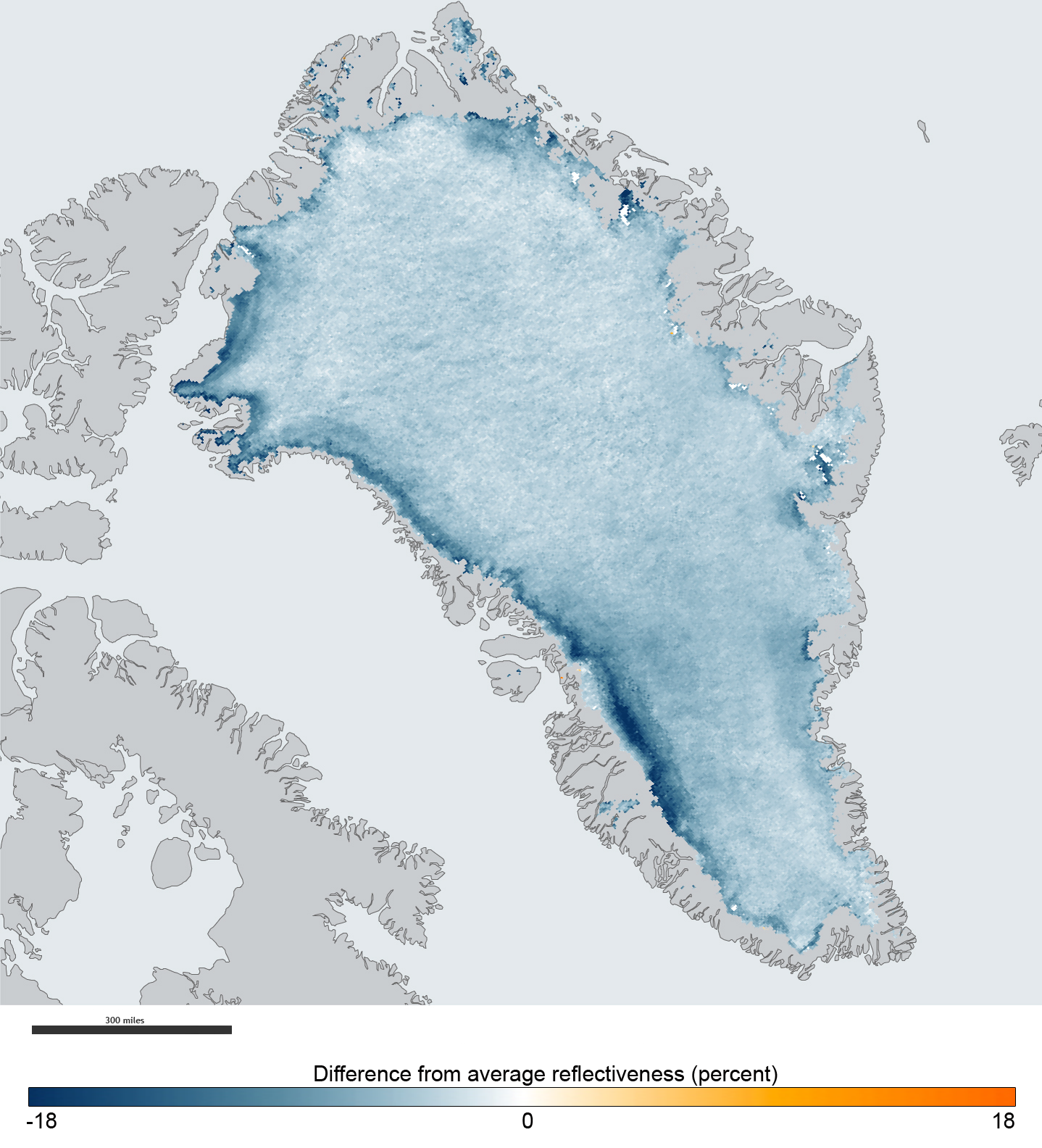
Mudança no albedo da Groenlândia de 2000-2006 para 2011. Praticamente toda a camada de gelo tornou-se menos reflexiva

A retroalimentação de albedo de neve e gelo tem um efeito significativo nas temperaturas regionais. Em particular, a presença de cobertura de gelo e gelo marinho torna o Polo Norte e o Polo Sul mais frios do que seriam sem ela. Consequentemente, o recente declínio do gelo marinho no Ártico é um dos principais fatores por trás do aquecimento do Ártico quase quatro vezes mais rápido que a média global desde 1979 (ano em que começaram as leituras contínuas por satélite do gelo marinho ártico), em um fenômeno conhecido como Amplificação ártica.
Estudos de modelagem mostram que a forte amplificação ártica ocorre apenas durante os meses em que há perda significativa de gelo marinho, desaparecendo amplamente quando a cobertura de gelo simulada é mantida fixa. Por outro lado, a alta estabilidade da cobertura de gelo na Antártida, onde a espessura da Camada de gelo da Antártida Oriental a eleva a quase 4 km acima do nível do mar, significa que este continente experimentou muito pouco aquecimento líquido nas últimas sete décadas, concentrado principalmente na Antártida Ocidental. A perda de gelo na Antártida e sua contribuição para o aumento do nível do mar é, em vez disso, impulsionada predominantemente pelo aquecimento do Oceano Antártico, que absorveu 35–43% do calor total captado por todos os oceanos entre 1970 e 2017.
A retroalimentação gelo-albedo também tem um efeito menor, mas ainda notável, nas temperaturas globais. O declínio do gelo marinho no Ártico entre 1979 e 2011 é estimado como responsável por 0,21 watts por metro quadrado (W/m2) de forçamento radiativo, equivalente a um quarto do forçamento radiativo do CO2 no mesmo período. Comparado ao aumento cumulativo no forçamento radiativo dos gases de efeito estufa desde o início da Revolução Industrial, é equivalente ao forçamento radiativo estimado de 2019 do óxido nitroso (0,21 W/m2), quase metade do forçamento radiativo de 2019 do metano (0,54 W/m2) e 10% do aumento cumulativo do CO2 (2,16 W/m2). Entre 1992 e 2015, esse efeito foi parcialmente compensado pelo crescimento da cobertura de gelo marinho ao redor da Antártida, que produziu um resfriamento de cerca de 0,06 W/m2 por década. No entanto, o gelo marinho antártico também começou a declinar depois, e o papel combinado das mudanças na cobertura de gelo entre 1992 e 2018 equivale a 10% de todas as emissões antropogênicas de gases de efeito estufa.

## Impacto futuro

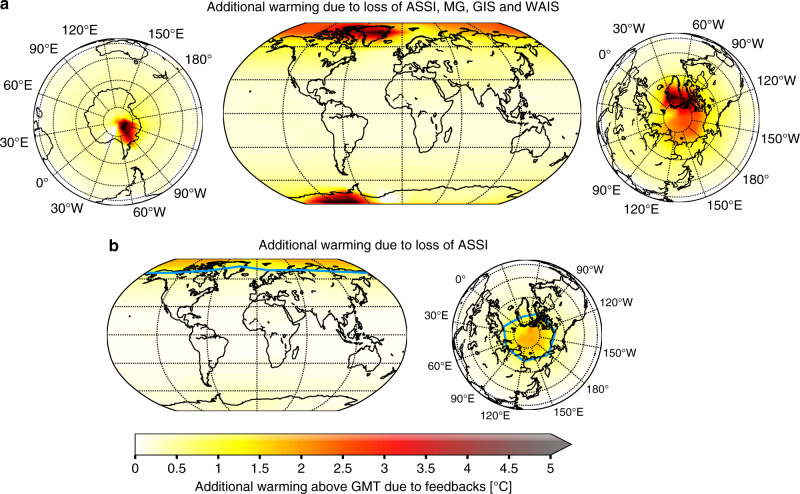
Se atingir 1,5 ºC causasse o eventual desaparecimento de geleiras montanhosas, da Camada de gelo da Groenlândia e da Oeste Antártica, e se o en derretesse completamente em junho, a perda de albedo e suas retroalimentações secundárias causariam o aquecimento adicional mostrado no gráfico. Embora plausível, a perda das camadas de gelo levaria milênios.

O impacto da retroalimentação gelo-albedo nas temperaturas se intensificará no futuro, pois o declínio do gelo marinho no Ártico deve se tornar mais pronunciado, com uma provável perda quase completa da cobertura de gelo marinho (caindo abaixo de 1 milhão de km2) no final do verão ártico em setembro pelo menos uma vez antes de 2050 sob todos os cenários de mudança climática, e por volta de 2035 no cenário de emissões de gases de efeito estufa continuamente aceleradas.
Como setembro marca o fim do verão ártico, também representa o ponto mais baixo da cobertura de gelo marinho no clima atual, com um processo de recuperação anual começando no inverno ártico. Setembros consecutivos sem gelo são considerados altamente improváveis no futuro próximo, mas sua frequência aumentará com maiores níveis de aquecimento global: um artigo de 2018 estimou que um setembro sem gelo ocorreria uma vez a cada 40 anos sob um aquecimento de 1,5 ºC, mas uma vez a cada 8 anos sob 2 ºC e uma vez a cada 1,5 anos sob 3 ºC. Isso significa que a perda de gelo marinho no Ártico durante setembro ou antes no verão não seria irreversível, e em cenários onde o aquecimento global começa a reverter, sua frequência anual diminuiria. Assim, não é considerado um dos pontos de inflexão no sistema climático.
Notavelmente, embora a perda da cobertura de gelo marinho em setembro seja um evento histórico com implicações significativas para a vida selvagem do Ártico, como ursos polares, seu impacto na retroalimentação gelo-albedo é relativamente limitado, pois a quantidade total de energia solar recebida pelo Ártico em setembro já é muito baixa. Por outro lado, até mesmo uma redução relativamente pequena na extensão do gelo marinho em junho teria um efeito muito maior, já que junho representa o pico do verão ártico e a transferência mais intensa de energia solar.
Modelos CMIP5 estimam que a perda total da cobertura de gelo marinho no Ártico de junho a setembro aumentaria as temperaturas globais em 0,19 ºC, com uma faixa de 0,16–0,21 °C, enquanto as temperaturas regionais aumentariam em mais de 1,5 ºC. Essa estimativa inclui não apenas a retroalimentação gelo-albedo em si, mas também seus efeitos secundários, como o impacto da perda de gelo marinho na retroalimentação da taxa de lapso [en], mudanças nas concentrações de vapor d'água e retroalimentações regionais de nuvens. Como esses cálculos já fazem parte de todos os modelos CMIP5 e CMIP6, eles também estão incluídos em suas projeções de aquecimento sob todos os caminhos de mudança climática, e não representam uma fonte de aquecimento "adicional" além de suas projeções existentes.

### Impacto de longo prazo

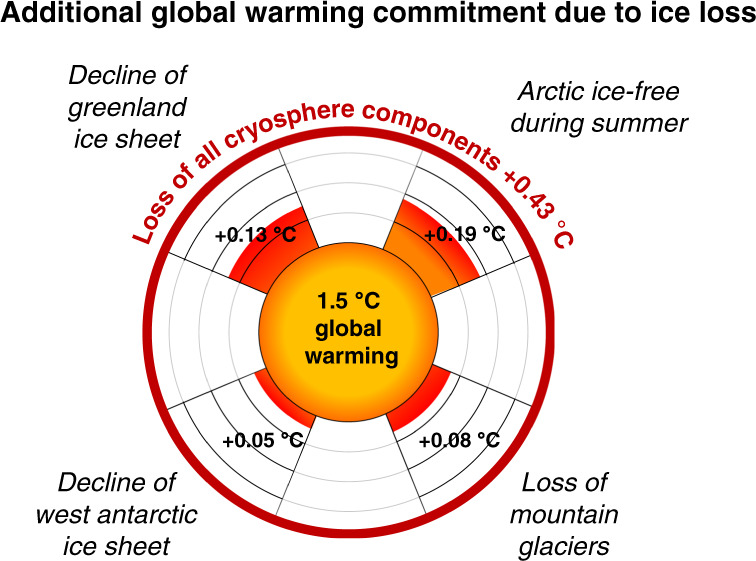
Aquecimento global causado pelo potencial desaparecimento das quatro massas de gelo notáveis e seu albedo, assumindo um nível médio de aquecimento de 1,5 ºC ao longo do tempo

Níveis muito altos de aquecimento global poderiam impedir a reformação do gelo marinho no Ártico durante o inverno ártico. Diferentemente de um verão sem gelo, um inverno ártico sem gelo pode representar um ponto de inflexão irreversível. É mais provável que ocorra a cerca de 6,3 ºC, embora possa ocorrer tão cedo quanto 4,5 ºC ou tão tarde quanto 8,7 ºC. Embora o gelo marinho do Ártico esteja ausente por um ano inteiro, ele teria impacto na retroalimentação gelo-albedo apenas durante os meses em que o Ártico recebe luz solar — ou seja, de março a setembro. A diferença entre essa perda total de gelo marinho e seu estado em 1979 equivale a um trilhão de toneladas de emissões de CO2, cerca de 40% das 2,39 trilhões de toneladas de emissões cumulativas entre 1850 e 2019, embora cerca de um quarto desse impacto já tenha ocorrido com a perda atual de gelo marinho. Em relação a agora, um inverno sem gelo teria um impacto de aquecimento global de 0,6 ºC, com um aquecimento regional entre 0,6 ºC e 1,2 ºC.
A retroalimentação gelo-albedo também ocorre com outras grandes massas de gelo na superfície da Terra, como geleiras montanhosas, camada de gelo da Groenlândia, Antártida Ocidental e camada de gelo da Antártida Oriental. No entanto, seu derretimento em grande escala deve levar séculos ou até milênios, e qualquer perda de área entre agora e 2100 será insignificante. Assim, os modelos de mudança climática não os incluem em suas projeções de mudanças climáticas do século XXI: experimentos onde modelam seu desaparecimento indicam que a perda total da Camada de Gelo da Groenlândia adiciona 0,13 ºC ao aquecimento global (com uma faixa de 0,04–0,06 °C), enquanto a perda da Camada de Gelo da Antártida Ocidental adiciona 0,05 ºC (0,04–0,06 °C), e a perda de geleiras montanhosas adiciona 0,08 ºC (0,07–0,09 °C). Essas estimativas assumem que o aquecimento global permanece em uma média de 1,5 ºC. Devido ao crescimento logarítmico do efeito estufa,:80 o impacto da perda de gelo seria maior no nível de aquecimento ligeiramente inferior da década de 2020, mas se tornaria menor se o aquecimento avançar para níveis mais altos.
Como a Camada de Gelo da Antártida Oriental não estaria em risco de desaparecimento completo até que um aquecimento global muito alto de 5-10 ºC fosse atingido, e como seu derretimento total levaria um mínimo de 10.000 anos para desaparecer completamente, ela raramente é considerada em tais avaliações. Se isso ocorrer, o impacto máximo na temperatura global é esperado em cerca de 0,6 ºC. A perda total da Camada de Gelo da Groenlândia aumentaria as temperaturas regionais no Ártico entre 0,5 ºC e 3 ºC, enquanto a temperatura regional na Antártida provavelmente aumentaria em 1 ºC após a perda da Camada de Gelo da Antártida Ocidental e 2 ºC após a perda da Camada de Gelo da Antártida Oriental.

## Terra bola de neve

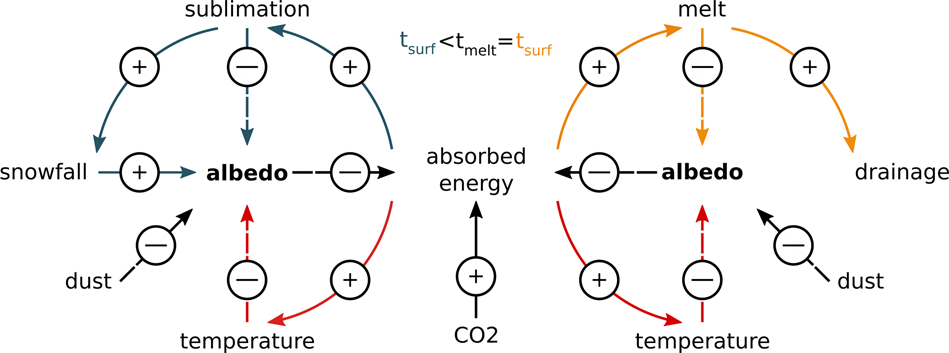
Diagrama explicando os fatores que afetam a retroalimentação gelo-albedo durante o período da Terra bola de neve, com foco nos fluxos de poeira

A retroalimentação gelo-albedo descontrolada também foi importante para a formação da Terra bola de neve — um estado climático de uma Terra muito fria com cobertura de gelo praticamente completa. Evidências de paleoclima sugerem que a Terra bola de neve começou com a Glaciação Sturtiana [en] há cerca de 717 milhões de anos. Ela persistiu até cerca de 660 milhões de anos atrás, mas foi seguida por outro período de Terra bola de neve, a Glaciação Marinoana [en], apenas alguns milhões de anos depois, que durou até cerca de 634 milhões de anos atrás.
Evidências geológicas mostram geleiras perto do equador na época, e modelos sugeriram que a retroalimentação gelo-albedo desempenhou um papel. À medida que mais gelo se formava, mais radiação solar era refletida de volta ao espaço, causando a queda das temperaturas na Terra. Se a Terra era uma bola de neve sólida (completamente congelada) ou uma bola de neve com uma fina faixa equatorial de água ainda permanece em debate, mas o mecanismo de retroalimentação gelo-albedo continua importante para ambos os casos.
Além disso, o fim dos períodos de Terra bola de neve também teria envolvido a retroalimentação gelo-albedo. Sugere-se que a deglaciação começou assim que poeira suficiente, proveniente de erosão, acumulou-se em camadas na superfície de neve e gelo, reduzindo substancialmente seu albedo. Isso provavelmente começou nas regiões de médias latitudes, pois, embora fossem mais frias que os trópicos, também recebiam menos precipitação, havendo menos neve fresca para enterrar o acúmulo de poeira e restaurar o albedo. Uma vez que as médias latitudes perdessem gelo suficiente, isso não apenas ajudaria a aumentar a temperatura planetária, mas o rebote isostático eventualmente levaria a um aumento do vulcanismo e, assim, ao acúmulo de CO2, que seria impossível antes.

## Efeito de escurecimento da neve
O efeito da retroalimentação gelo-albedo pode ser intensificado pela presença de partículas que absorvem luz. Partículas transportadas pelo ar depositam-se nas superfícies de neve e gelo, causando um efeito de escurecimento, com maiores concentrações de partículas levando a uma maior redução no albedo. O menor albedo significa que mais radiação solar é absorvida, acelerando o derretimento. Partículas que podem causar escurecimento incluem carbono negro e poeira mineral. O crescimento microbiano, como algas de neve [en] em geleiras e algas de gelo [en] no gelo marinho, também pode causar um efeito de escurecimento da neve. O derretimento causado por algas aumenta a presença de água líquida nas superfícies de neve e gelo, o que estimula o crescimento de mais algas de neve e gelo, reduzindo ainda mais o albedo, formando uma retroalimentação positiva.

## Retroalimentação gelo-albedo em exoplanetas
Na Terra, o clima é fortemente influenciado por interações com a radiação solar e processos de retroalimentação. Pode-se esperar que exoplanetas orbitando outras estrelas também experimentem processos de retroalimentação causados pela radiação estelar que afetam o clima do planeta. Em estudos de modelagem dos climas de outros planetas, foi demonstrado que a retroalimentação gelo-albedo é muito mais forte em planetas terrestres que orbitam estrelas (ver: Classificação estelar) com alta radiação ultravioleta próxima.